# 마기아 레코드 마법소녀 마도카☆마기카 외전
《마기아 레코드 마법소녀 마도카☆마기카 외전》(일본어: マギアレコード 魔法少女まどか☆マギカ外伝, 영어: Magia Record Puella Magi Madoka Magica Side Story)는 일본의 애니메이션 작품 《마법소녀 마도카☆마기카》에 원작한 RPG 게임이다. 약칭은 ‘マギレコ’(마기레코).